# Tekniska Läroverkets Kamratförbund
Tekniska Läroverkets Kamratförbund r.f., även känd som TLK, är föreningen för ingenjörsstuderande vid Yrkeshögskolan Arcada i Helsingfors.
Tekniska Läroverkets Kamratförbund r.f. grundades 1917 av studerande vid Tekniska läroverket i Helsingfors för att främja kamratskapet bland studeranden. Sedan dess har det skett en del strukturella förändringar, men verksamhetsprincipen är ännu den samma. 
TLK medlemmarna känner man igen på den mörkblåa halaren med föreningens logo i vitt på ryggen. Denna halare bär medlemmarna under de största studiehögtiderna under studieåret.
Tekniska Läroverkets Kamratförbund r.f. har 2024 cirka 440 aktiva medlemmar och nio hedersmedlemmar.